# Legging

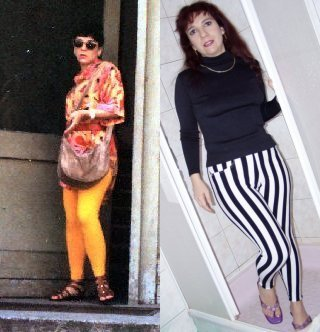
Luxe leggings

Een legging is een broek van fijn gebreide stof, die strak om de benen zit. In de sport worden ze door zowel mannen als vrouwen gedragen, daarbuiten vrijwel alleen door vrouwen, vaak onder een rok of een lange trui.
Leggings worden gemaakt van katoenen jersey, van viscose met elastan (95:5), nylon, polyester, wol en andere materialen. Leggings komen meestal ongeveer tot aan de enkels, maar ook 7/8 lengte komt voor en tot vlak over de knie vallend. Sokken worden soms over de leggings heen getrokken, in plaats van de legging over de sokken.
Vooral in de jaren 80 en 90 werden ze veel gedragen en zelfs in grotere oplagen verkocht dan spijkerbroeken. In latere jaren was de legging soms een periode minder populair, en soms weer populairder.
Sinds ongeveer 2010 verkopen veel kledingwinkels ook zogeheten 'treggings' (leggings van extra dikke stof met iets rechtere pijpen, zodat ze als broek worden gedragen) en 'jeggings' (treggings van denim, te dragen als jeans). De woorden 'tregging' en 'jegging' zijn voorbeeld van porte-manteauwoorden.